# Iglesia de Santa María la Mayor (Alcorisa)
La iglesia de Santa María la Mayor de Alcorisa (Provincia de Teruel, España) es un edificio de notables dimensiones articulado en diferentes volúmenes.  Se trata de un templo católico, catalogado como Bien de Interés Cultural, con anotación ministerial número RI-51-0010897, e identificador autonómico 7-INM-TER-019-014-001, según consta en el Sistema de Información del Patrimonio Cultural Aragonés (SIPCA).

## Historia
La iglesia de Santa María la Mayor de Alcorisa debe su construcción, datada a finales del siglo XIV, a la exención real del pago de primicias y a las cuotas y donaciones de los vecinos. Su construcción duró varios siglos, destacando la torre y la fachada principal que se retardaron hasta entrado el siglo XVII.
Hay documentación sobre una visita pastoral en 1569 en la que consta que se ordenó llevar a cabo la ampliación de la iglesia, afectando a la zona del Altar Mayor y la portada, y se solicitaba se realizara la misma en un plazo de dos o tres años.
Como ocurrió en otras muchas poblaciones de la zona, el desarrollo de las guerras carlistas produjo desperfectos en el edificio que fue utilizado en ese momento como fuerte, lo cual supuso, entre otras cosas, la desaparición de doce de los trece altares que poseía.
En 1936, como la mayoría de las iglesias de la zona, fue incendiada y desacralizada por milicias anarquistas, perdiéndose para siempre el retablo mayor, una gran obra del maestro Damián Forment, oriundo del pueblo. Se restauró en los años posteriores, pero el retablo fue sustituido por una versión más sencilla y menos artística.
Ya entrado el siglo XXI es declarada Bien de Interés Cultural por el Decreto 45/2002, de 5 de febrero, del Gobierno de Aragón, en la categoría de Monumento.

## Descripción
Se trata de un edificio de tres naves, y cuatro crujías que se delimitan por arcos fajones de medio punto apoyados en pilastras; en las naves laterales (más estrechas que la central), existen capillas ( al menos en sus tres primeras crujías, creando un marcado escalonamiento) y una cabecera recta.
Las capillas presentan cubierta en forma de cúpula  rematada por linterna.
La zona del presbiterio es realmente una prolongación de la nave central, la cual presenta una cubierta en bóveda de crucería. Por su parte las naves laterales, presentan también cuatro tramos pero se separan por arcos fajones apuntados, y cubierta en bóveda de crucería. Estas naves laterales presentan decoración con estucos en frisos, capiteles y pechinas.
A la sacristía se puede acceder por sendas puertas laterales en ambos lados del altar mayor.
El uso del estuco y la policromía en tonos azules, amarillos y blancos en el interior hacen más plástica la articulación de sus diferentes partes. 
Por otro lado, la fábrica está realizada en sillar de piedra caliza y al exterior sobresalen los potentes contrafuertes, la fachada monumental (que se sitúa a los pies del templo)  y la esbelta torre de cuatro cuerpos ubicada en su lado izquierdo.
La fachada responde al modelo de fachada barroca compuesta por dos cuerpos flanqueados por dos pares de columnas salomónicas sobre plinto, separados por un entablamento y coronados por un frontón curvo. En cada cuerpo se abre un vano, correspondiendo el inferior poligonal a la portada y el superior de medio punto a una hornacina.
La torre presenta estructura mixta, de planta cuadrada en sus dos cuerpos inferiores y octogonal en los dos superiores, realizados estos últimos en ladrillo siguiendo la tradición constructiva mudéjar y rematados por un bulboso chapitel barroco.